# Мате чај
Мате чај (лат. Ilex paraguayensis) је зимзелени жбун или ниже дрво, висине до 6 m из породице божиковина. Народно име води порекло од: фр. maté, шп. mate; кечуански mati: тиква (у којој се традиционално припрема чај). Други називи су парагвајски чај, бразилски чај или yerba mate.

## Порекло чаја
Самоникло расте у брдским шумама Парагваја, Бразила, Уругваја и Аргентине, где га још и називају и напитком богова. Дрога (Folia Mate) се добија од листова ове, али и још неких јужноамеричких врста истог рода (Ilex amara, Ilex affinis и др). Листови су кожасти, сјајни и садрже до 1,5% кофеина и теобромина. Након ферментације листови се суше и служе за припремање напитка који делује попут кинеског (руског) чаја. Биљка цвета од октобра до децембра. плодови су црвене бобице.
Највећи произвођачи и потрошачи мате чаја су Бразил, Аргентина и Парагвај где се и узгаја. Мате чај се такође узгаја и у Сирији и деловима Либана, где је увезен из Аргентине.

## Карактеристике чаја
Напитак је жућкасто зелене боје, а садржи кофеин, теобромин, хлорофил, етерично уље и ванилин. Мате садржи практично све витамине и минерале нужне за нормално функционисање организма - калцијум, магнезијум, фосфор, цинк, бакар, калијум, јод, витамин Б1, Б2 и Ц.